# 國家海洋研究院
海洋委員會國家海洋研究院（簡稱國海院）是中華民國海洋委員會的所屬機構，負責台灣海洋政策規劃、海洋資源調查、海洋科學研究等業務，以及海洋保育與海巡執法人員的教育、訓練、認證及管理。

## 歷史
- 原行政院版《海洋委員會組織法草案》中並無國家海洋研究院的設置，但民間團體和朝野立委主張應增設海洋保育署與國家海洋研究院。[1][2]
- 2013年，立法委員邱文彥與田秋堇等提出《海洋委員會組織法草案》版本中增設海洋保育署與國家海洋研究院[3]，最後與行政院版併案完成初審。[4]
- 2015年5月，立法院朝野黨團協商確認將在海洋委員會裡增設「國家海洋研究院」，6月16日完成組織法草案三讀。[5][6]
- 2015年7月1日，總統府公布制定《國家海洋研究院組織法》。[7][8]
- 2018年4月28日，海洋委員會成立，遂組成海洋保育署及國家海洋研究院籌備處，並於12個月內完成協商、整合與移撥事宜。[9]
- 2019年4月24日，國家海洋研究院於高雄軟體園區揭牌成立。[10]

## 歷任首長
國家海洋研究院籌備處主任
| 任別 | 姓名   | 任職期間                    | 備註                                                                      |
| ---- | ------ | --------------------------- | ------------------------------------------------------------------------- |
| 1    | 邱永芳 | 2018年4月28日—2019年4月23日 | 國立交通大學土木工程研究所工學博士 原交通部運輸研究所港灣技術研究中心主任 |

國家海洋研究院院長
| 任別 | 姓名   | 任職期間                     | 備註                                                                                  |
| ---- | ------ | ---------------------------- | ------------------------------------------------------------------------------------- |
| 1    | 邱永芳 | 2019年4月24日—2022年6月29日  | 國立交通大學土木工程研究所工學博士 原交通部運輸研究所港灣技術研究中心主任             |
| 2    | 陳建宏 | 2022年6月30日—2024年12月31日 | 賓夕法尼亞州立大學 航太工程學系哲學博士 借調自國立臺灣海洋大學系統工程暨造船學系      |
| 3    | 陳璋玲 | 2025年1月1日—                | 美國德拉瓦大學海洋政策博士 借調自國立成功大學水利及海洋工程學系暨海洋科技與事務研究所 |

## 組織編制
- 院長1人（簡任第十三職等，必要時得比照獨立學院校長或教授以上資格聘任）
  - 副院長2人（簡任第十二職等，必要時其中一人得比照教授資格聘任）
  - 主任秘書1人（簡任第十一職等）

#### 一級研究單位
- 綜合規劃及人力培訓中心
- 海洋政策及文化研究中心
- 海洋科學及資訊研究中心
- 海洋生態及保育研究中心
- 海洋產業及工程研究中心

#### 行政輔助單位
- 秘書室
- 人事室
- 主計室

## 爭議
2025年5月，國海院出版兩本新書《漁海共生：東北角至北海岸的漁村地名與日常》與《海岸聚落發展與研究：邊界之間．跨域交響》，其中《漁海共生：東北角至北海岸的漁村地名與日常》一書的第四章〈馬崗：百年淬鍊的石頭厝聚落〉一文，與在地文史工作團隊在過去發布文章如〈石石在在－我們的記憶／技藝展，馬崗的保存運動〉與作品〈從浪尖到舌尖：海女的海味餐桌〉有許多文句接近，但漁海共生一書並未於新書中適當標註原始文獻或創意出處，引起原文史工作團隊作者之一的林奎妙不滿，進而在網路上公開與可能具爭議的新書相關段落、與章節作者對話、等相關資料公告佐證。

## 外部連結
- 《海派漁村：東北角到北海岸的地名漫步》電子書連結
- 《漁海共生：東北角到北海岸的漁村地名與日常》電子書連結

- 國家海洋研究院（页面存档备份，存于）